# Dynetics
Dynetics est une entreprise américaine basée à Huntsville dans l'état d'Alabama. Elle est spécialisée dans plusieurs domaines tels que le spatial, les radars, l'armement ou encore l'automobile. Fondée en 1974 par Herschel Matheny et Dr. Steve Gilbert, Dynetics travaille principalement pour le gouvernement des Etats-Unis à savoir le département de la Défense des États-Unis et la communauté du renseignement des États-Unis. La société travaille également avec la NASA.